# دارکوب سرخاکستری

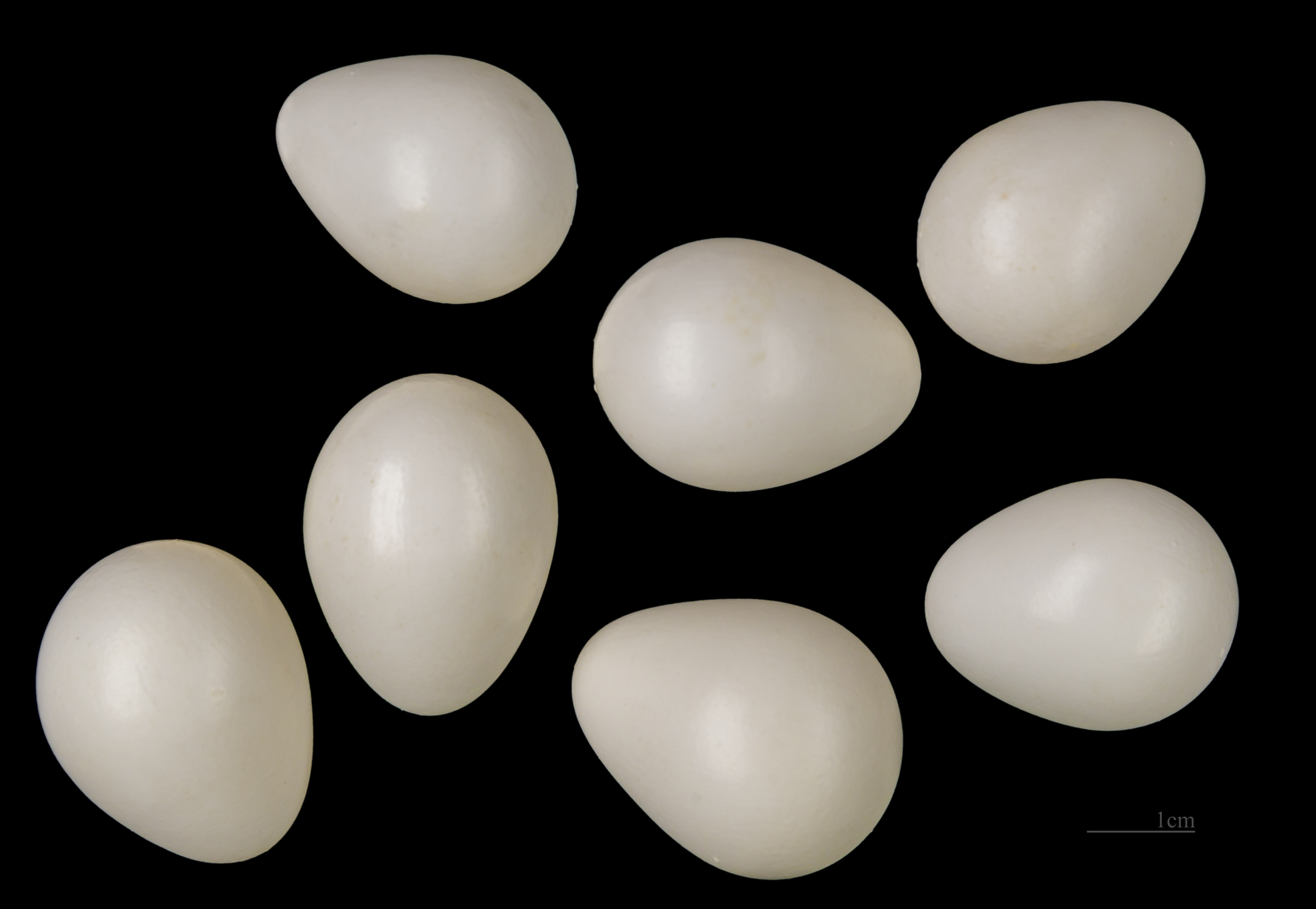
Picus canus

دارکوب سر خاکستری (نام علمی: Picus canus) نام یک گونه از تیره دارکوب است.